# Velvyslanectví České republiky ve Vídni
Velvyslanectví České republiky ve Vídni je nejvyšším diplomatickým zastoupením České republiky v Rakousku. Nachází se v barokním paláci Cumberland, naproti zámku Schönbrunn, v Penzingu, 14. městském obvodu Vídně. Prostory budovy sdílí také se Stálou misí ČR při Organizaci pro bezpečnost a spolupráci v Evropě (OBSE). Od roku 2022 vykonává funkci ambasadora Jiří Šitler.

## Historie
Po rozpadu Rakouska-Uherska a vzniku Československa koncem roku 1918, a následně pak po signaci Saintgermainské mírové smlouvy Československou a Rakouskou republikou v září 1919 byl zahájeny československo-rakouské diplomatické vztahy. Ve Vídni bylo zřízeno velvyslanectví, které od roku 1921 sídlilo v budově vídeňského paláce Cumberland. Vzájemné vztahy pak byly přerušeny anšlusem Rakouska během března 1938 a k jejich obnovení došlo až po druhé světové válce.
Po rozdělení Československa roku 1993 začala prostory původního čs. velvyslanectví využívat česká diplomatická mise.  

## Struktura
Velvyslanectví se skládá z několika oddělení: Politický odbor, Ekonomický a obchodní odbor, Správní odbor, Kulturní odbor a Konzulární odbor. V únoru 2023 bylo v adresáři zdejší mise uvedeno celkem 13 osob, které byly součástí diplomatického personálu ambasády. Kulturní odbor velvyslanectví má svou vlastní kancelář ve Vídni, dále se v zemi nacházejí české honorární konzuláty v Grazu, Linci, Salcburku a Wattensu nedaleko Innsbrucku.
Ve Vídni rovněž od roku 1994 působí České centrum ve Vídni.